# Атэдзи
Атэдзи (яп. 当て字, 宛字, あてじ) — иероглифы (кандзи) для записи слов японского языка, в узком смысле, учитывающие только их онное чтение. В широком смысле к атэдзи причисляются также и сочетания, основанные на семантике — дзюкудзикун. Атэдзи используются для передачи названий государств, иностранных имён, иностранных слов, различных японских слов, смысл которых трудно точно передать. Такой способ записи происходит от средневековой манъёганы. При записи атэдзи одна морфема может быть передана несколькими иероглифами.
Атэдзи не следует путать с кунъёми, японским чтением иероглифов, которым были присвоены исконные слова.

## Описание
Поскольку в японском письме не используются пробелы, для отделения одних слов от других используется система смешанного письма кандзи и каны, где иероглифами пишутся «корни» слов, а каной — частицы, суффиксы и т. п. Фонетическая запись заимствованных слов (каной) нарушает эту систему, затрудняя чтение, поэтому раньше существовала тенденция к записи этих слов иероглифами.
Например, слово суси часто пишется с помощью атэдзи 寿司. Иероглиф 寿 означает «естественная продолжительность жизни», а 司 — «управлять», то есть они оба не имеют никакого отношения к еде. Практика написания заимствований с помощью атэдзи была заменена их написанием катаканой, что, в отличие от хираганы, позволяет определять границы слов при чтении. В современном языке тем не менее сохраняется некоторое количество ранних заимствований, записанных атэдзи.
Иногда при выборе кандзи для атэдзи руководствуются и морфологическим принципом. Примером может служить слово 倶楽部 (курабу), «клуб», заимствованное затем в китайский язык. Использованные кандзи можно интерпретировать как «вместе», «веселье» и «место». Другой пример — 合羽 (каппа) для португальского слова capa, подвида плаща-дождевика. Кандзи имеют значение «сложенные крылья», которые напоминает этот плащ.
В буддистской японской литературе термины санскрита также передают через атэдзи. Слова prajñāpāramitā (яп. 般若波羅蜜多 хання-харамита, совершенство мудрости) и samyaksaṃ-bodhi (яп. 三藐三菩提 саммякусанбодай, полностью просветлённый) из Сутры Сердца передаются без учёта значения иероглифов.
Иногда к атэдзи причисляются сочетания из нескольких кандзи, получившие кунное чтение. Например, выбранные для слова 煙草 (табако) — «табак», кандзи не имеют фонетического сходства с этим чтением. Такое употребление кандзи имеет название дзюкудзикун (яп. 熟字訓). Кроме того, в текстах встречаются неустоявшиеся чтения типа гикун (яп. 義訓). С точки зрения написания они тоже являются атэдзи. Например, слову 宿敵 сюкутэки «смертельный враг» можно присвоить чтение райбару, от англ. rival, «соперник».
Атэдзи могут возникать случайно, из-за ошибки алгоритма IME при письме.

## Примеры
Один из типов атэдзи — иностранные имена собственные. Часто кандзи для них заимствовались из китайского языка, хотя оригинальные японские сочетания также встречаются.
- Китайские заимствования:
  - Греция (яп. 希臘 Гирися, «желание» + «12-й лунный месяц»)
  - Мексика (яп. 墨西哥 Мэкисико, «тушь» + «запад» + «старший брат»)

- Оригинальные японские:
  - Америка (яп. 亜米利加 амэрика)[1]
  - Россия (яп. 露西亜 Росиа, «роса» + «запад» + «Азия»)
  - Германия (яп. 独逸 Дойцу, «сам» + «отклоняться»)
  - Бельгия (яп. 白耳義 Бэруги:, «белый» + «ухо» + «справедливость»)
  - Уругвай (яп. 宇柳貝・宇柳具 Уругуай) — во втором варианте перепутан последний иероглиф, и такая запись также стала распространённой
  - Парагвай (яп. 巴拉圭・巴羅貝 Парагуай)
  - кофе (яп. 珈琲 ко:хи:)[7]
  - тэмпура (яп. 天ぷら・天麩羅・天婦羅)[8]

- Другой тип атэдзи — это записанные иероглифами исконно японские слова, для которых обычно применяется запись каной. Например:
  - 出鱈目 — дэтарамэ (вздор, чепуха)
  - 滅茶苦茶 — мэтякутя (путаный, нелепый)
  - 珍紛漢紛・珍糞漢糞・陳奮翰奮 — тимпункампун (тарабарщина, бессмыслица)
  - 目出度い・芽出度い — мэдэтай (счастливый, радостный)[7]
  - 出来る — дэкиру (мочь, уметь)
  - 滅多 — мэтта (опрометчивый, неосторожный)

- Некоторые атэдзи распространились с подачи японского писателя Нацумэ Сосэки, широко использовавшего их в своих произведениях[9]:
  - 沢山 — такусан (много; буквально — болота + горы)
  - 場穴 — бакэцу (ведро; буквально — место + отверстие)
  - 兎に角 — тоникаку (как бы там ни было; буквально — рога зайцу)
  - 浪漫 — ро:ман (роман; буквально — волна + праздный)

- Дзюкудзикун
  - подарок, сувенир (яп. 土産 миягэ)[1]
  - это утро (яп. 今朝 кэса)[1]

## Комментарии
1. ↑  В японском языке при заимствовании европейских слов звук л заменяется звуком р